# Amblypsilopus brunnescens
Amblypsilopus brunnescens är en tvåvingeart som först beskrevs av Becker 1922.  Amblypsilopus brunnescens ingår i släktet Amblypsilopus och familjen styltflugor. Inga underarter finns listade i Catalogue of Life.